# دانیلوفکا (اسلاوگورود، سرزمین آلتای)
دانیلوفکا (به لاتین: Danilovka) یک منطقهٔ مسکونی در روسیه است که در سرزمین آلتای واقع شده‌است.